# Eric Löfwenius
Eric Löfwenius, född 21 november 1747 i Hedemora församling, död 25 april 1814 i Rättviks församling, var en svensk präst.

## Biografi
Eric Löfwenius föddes 1747 i Hedemora församling. Han var son till borgaren Eric Löfwing och Catharina Berg. Löfwenius studerade i Hedemora. Han blev 1773 student vid Uppsala universitet. Han promoverades till filosofie magister 1779 och prästvigdes 15 december 1779. Löfwenius blev därefter pastorsadjunkt i Söderbärke församling och 1780 extra docent vid Västerås trivialskola. Han blev kollega vid trivialskolan i september 1780 och kollega super vid trivialskolan 18 mars 1783. År 1783 blev han vikarierande rektor vid trivialskolan och från 22 september samma år ordinarie rektor. Han var orator vid prästmötet 1787 och vid jubelfesten 1793. Löfwenius avlade pastoralexamen 8 september 1797 med betyget Laudatur och blev 19 oktober 1801 kyrkoherde i Rättviks församling, tillträde 1803. Han introducerades av biskopen Johan Gustaf Flodin 14 augusti sistnämnda år och blev 16 april 1806 kontraktsprost i Rättviks kontrakt. Löfwenius avled 1814 i Rättviks församling.

### Familj
Löfwenius gifte sig 28 juli 1785 med Anna Christina Arosenius (1759–1830). Hon var dotter till kyrkoherden Pehr Arosenius i Söderbärke församling. De fick tillsammans barnen komministern Eric Löfwenius i Irsta församling, fabrikören Pehr Löfwenius (född 1789) i Nyköping, kyrkoherden Daniel Löfwenius i Gunnilbo församling och fabrikören Abraham Löfwenius (född 1793) i Nyköping.